# Каленикове
Кале́никове — село в Україні, у Коломацькій селищній громаді Богодухівського району Харківської області. Населення становить 52 осіб. До 2017 орган місцевого самоврядування — Різуненківська сільська рада.

## Географія
Село Каленикове знаходиться на лівому березі річки Коломак в місці впадання в неї річки Коленівка. Вище за течією примикає село Явтухівка, нижче за течією на відстані 2 км розташоване смт Чутове (Полтавська область), на протилежному березі - село Нижні Рівні (Полтавська область). Через село проходить автомобільна дорога E40 (М03).

## Історія
Заснування села припадає на 1775 рік[джерело?].
За даними на 1864 рік у казенному селі Каленикове (Гергієвськ)  Валківського повіту мешкало 166 осіб (71 чоловічої статі та 95 — жіночої), налічувалось 26 дворових господарств, існувала православна церква, збудована 1863 року на честь Покрови Пресвятої Богородиці з дерева за кошти і старанням сільської громади. Щороку на храмове свято в селі проводився великий ярмарок, що тривав цілий тиждень..
Станом на 1885 рік у колишньому власницьке селі Коломацької волості мешкало 253 особи, налічувалось 40 дворових господарств, існувала православна церква.
12 червня 2020 року, розпорядженням Кабінету Міністрів України № 725-р «Про визначення адміністративних центрів та затвердження територій територіальних громад Харківської області», увійшло до складу Коломацької селищної громади.
19 липня 2020 року, в результаті адміністративно-територіальної реформи і ліквідації Коломацького району, село увійшло до складу Богодухівського району.

## Населення

### Мова
Розподіл населення за рідною мовою за даними перепису 2001 року:
| Мова       | Кількість | Відсоток |
| ---------- | --------- | -------- |
| українська | 47        | 90.39%   |
| вірменська | 4         | 7.69%    |
| російська  | 1         | 1.92%    |
| Усього     | 52        | 100%     |